# 2009 JF19
2009 JF19, também escrito como 2009 JF19, é um objeto transnetuniano que está localizado no Cinturão de Kuiper, uma região do Sistema Solar. Ele possui uma magnitude absoluta de 7,1 e tem um diâmetro estimado com 92 km.

## Descoberta
2009 JF19 foi descoberto no dia 15 de maio de 2009.

## Órbita
A órbita de 2009 JF19 tem uma excentricidade de 0,438 e possui um semieixo maior de 43,495 UA. O seu periélio leva o mesmo a uma distância de 24,425 UA em relação ao Sol e seu afélio a 62,565 UA.